# Non aspettare Django, spara
Non aspettare Django spara! è un film del 1967 diretto da Edoardo Mulargia.

## Trama
Navarro, un fuorilegge al servizio di un certo Alvarez, uccide il signor Foster che aveva appena concluso con lo stesso Alvarez un affare da 100.000 dollari per una mandria di cavalli. Django, figlio di Foster, intende vendicarsi e ritrovare il denaro di famiglia. Giunto in un villaggio, vi incontra Navarro, e lo sfida a duello uccidendolo. A questo punto l'interesse si sposta sui soldi, e Django trova il supporto di un messicano che gli confida che il bottino si trova ancora nel villaggio. Ne è infatti in possesso Grey, che viene sfidato e ucciso da Django. Nel frattempo Alvarez, per recuperare la forte somma, si rivolge ad un professionista che rapisce la sorella di Django ed uccide a sangue freddo suo zio. Ma la ferocia del killer non si placa, e lo porta ad uccidere lo stesso Don Alvarez per poter mettere le mani sull'intero bottino. La resa dei conti finale è con  Django che, con il fondamentale aiuto del messicano, elimina il killer, riportando a casa, salva, la sorella.